# Список наград и номинаций фильма «Убийцы цветочной луны»
«Уби́йцы цвето́чной луны́» (англ. Killers of the Flower Moon) — американский эпический криминальный драматический фильм 2023 года, спродюсированный и срежиссированный Мартином Скорсезе. Скорсезе написал сценарий к картине совместно с Эриком Ротом на основе научно-популярной книги Дэвида Гранна «Убийцы цветочной луны. Нефть. Деньги. Кровь» (2017). События фильма разворачиваются в Оклахоме 1920-х годов и освещают серию убийств коренных американцев из племени осейджей, связанных с нефтедобычей на их землях. Хотя члены племени сохранили права на добытые в резервации полезные ископаемые, местный коррумпированный политический босс пытался завладеть их богатством. Главные роли исполнили Леонардо Ди Каприо, Роберт Де Ниро и Лили Глэдстоун, в том время как Джесси Племонс, Танту Кардинал, Джон Литгоу и Брендан Фрейзер сыграли второстепенных персонажей.
Мировая премьера картины «Убийцы цветочной луны» состоялась 20 мая 2023 года на 76-м Международном Каннском кинофестивале во Франции, а 27 сентября того же года фильм вышел в прокат в США. Бюджет драмы составил 200—215 млн долларов США, при этом она собрала всего $ 158,7 млн. На сайте-агрегаторе рецензий Rotten Tomatoes фильм имеет рейтинг одобрения 93 % на основе 475 отзывов со средней оценкой 8,5/10. Зрители, опрошенные CinemaScore, поставили фильму среднюю оценку «A−» по шкале от «A+» до «F».
Фильм получил 10 номинаций на 96-й церемонии вручения наград премии «Оскар», а именно: «Лучший фильм», «Лучшая режиссура», «Лучшая женская роль», «Лучшая мужская роль второго плана», «Лучший дизайн костюмов», «Лучшая песня», «Лучшая музыка», «Лучший монтаж», «Лучшая операторская работа». На 77-й церемонии вручения наград премии BAFTA картина удостоилась девяти номинаций, включая «Лучший фильм». Фильм был номинирован в семи категориях на 81-й церемонии вручения наград премии «Золотой глобус»; он одержал победу в одной из них — за «Лучшую женскую роль в драме». Кроме того, Национальный совет кинокритиков США назвал «Убийц цветочной луны» лучшим фильмом 2023 года, а Американский институт киноискусства включил его в число 10 лучших фильмов года.

## Награды и номинации
| Награда                                                | Дата церемонии вручения | Категория                                                                             | Получатель(и) | Результат       | Источ.                  |
| ------------------------------------------------------ | ----------------------- | ------------------------------------------------------------------------------------- | --- | --------------- | ----------------------- |
| AACTA                                                  | 10 февраля 2024         | «Лучший фильм»                                                                        | «Убийцы цветочной луны»                                                                                           | Номинация       | [ 27 ]                  |
| AACTA                                                  | 10 февраля 2024         | «Лучшая режиссура»                                                                    | Мартин Скорсезе                                                                                                   | Номинация       | [ 27 ]                  |
| AACTA                                                  | 10 февраля 2024         | «Лучший актёр»                                                                        | Леонардо Ди Каприо                                                                                                | Номинация       | [ 27 ]                  |
| AACTA                                                  | 10 февраля 2024         | «Лучшая актриса»                                                                      | Лили Глэдстоун | Номинация       | [ 27 ]                  |
| AACTA                                                  | 10 февраля 2024         | «Лучший актёр второго плана»                                                          | Роберт Де Ниро | Номинация       | [ 27 ]                  |
| Премия AARP «Фильмы для взрослых»                      | 17 января 2024          | «Лучший фильм для взрослых»                                                           | «Убийцы цветочной луны»                                                                                           | Победа          | [ 28 ] [ 29 ]           |
| Премия AARP «Фильмы для взрослых»                      | 17 января 2024          | «Лучший режиссёр»                                                                     | Мартин Скорсезе                                                                                                   | Номинация       | [ 28 ] [ 29 ]           |
| Премия AARP «Фильмы для взрослых»                      | 17 января 2024          | «Лучший актёр второго плана»                                                          | Роберт Де Ниро | Победа          | [ 28 ] [ 29 ]           |
| Премия AARP «Фильмы для взрослых»                      | 17 января 2024          | «Лучший актёрский состав»                                                             | «Убийцы цветочной луны»                                                                                           | Номинация       | [ 28 ] [ 29 ]           |
| Премия AARP «Фильмы для взрослых»                      | 17 января 2024          | «Лучшие сценаристы»                                                                   | Мартин Скорсезе и Эрик Рот                                                                                        | Номинация       | [ 28 ] [ 29 ]           |
| «Оскар»                                                | 10 марта 2024           | «Лучший фильм»                                                                        | Мартин Скорсезе, Дэниел Лупи, Дэн Фридкин и Брэдли Томас                                                          | Номинация       | [ 30 ] [ 22 ]           |
| «Оскар»                                                | 10 марта 2024           | «Лучшая режиссура»                                                                    | Мартин Скорсезе                                                                                                   | Номинация       | [ 30 ] [ 22 ]           |
| «Оскар»                                                | 10 марта 2024           | «Лучшая женская роль»                                                                 | Лили Глэдстоун | Номинация       | [ 30 ] [ 22 ]           |
| «Оскар»                                                | 10 марта 2024           | «Лучшая мужская роль второго плана»                                                   | Роберт Де Ниро | Номинация       | [ 30 ] [ 22 ]           |
| «Оскар»                                                | 10 марта 2024           | «Лучшая операторская работа»                                                          | Родриго Прието | Номинация       | [ 30 ] [ 22 ]           |
| «Оскар»                                                | 10 марта 2024           | «Лучший монтаж»                                                                       | Тельма Скунмейкер                                                                                                 | Номинация       | [ 30 ] [ 22 ]           |
| «Оскар»                                                | 10 марта 2024           | «Лучшая работа художника-постановщика»                                                | Джек Фиск и Адам Уиллис                                                                                           | Номинация       | [ 30 ] [ 22 ]           |
| «Оскар»                                                | 10 марта 2024           | «Лучший дизайн костюмов»                                                              | Жаклин Уэст | Номинация       | [ 30 ] [ 22 ]           |
| «Оскар»                                                | 10 марта 2024           | «Лучшая музыка к фильму»                                                              | Робби Робертсон                                                                                                   | Номинация       | [ 30 ] [ 22 ]           |
| «Оскар»                                                | 10 марта 2024           | «Лучшая песня к фильму»                                                               | Скотт Джордж (за «Wahzhazhe (A Song for My People)»)                                                              | Номинация       | [ 30 ] [ 22 ]           |
| Награды Ассоциации афроамериканских кинокритиков       | 15 января 2024          | «Топ 10 фильмов года»                                                                 | «Убийцы цветочной луны»                                                                                           | Девятое место   | [ 31 ]                  |
| Награды Ассоциации афроамериканских кинокритиков       | 15 января 2024          | «Прорывная роль»                                                                      | Лили Глэдстоун | Победа          | [ 31 ]                  |
| Награды Альянса женщин-киножурналистов                 | 4 января 2024           | «Лучший фильм»                                                                        | «Убийцы цветочной луны»                                                                                           | Номинация       | [ 32 ] [ 33 ]           |
| Награды Альянса женщин-киножурналистов                 | 4 января 2024           | «Лучший режиссёр»                                                                     | Мартин Скорсезе                                                                                                   | Номинация       | [ 32 ] [ 33 ]           |
| Награды Альянса женщин-киножурналистов                 | 4 января 2024           | «Лучшая актриса»                                                                      | Лили Глэдстоун | Победа          | [ 32 ] [ 33 ]           |
| Награды Альянса женщин-киножурналистов                 | 4 января 2024           | «Лучшая прорывная женская роль»                                                       | Лили Глэдстоун | Победа          | [ 32 ] [ 33 ]           |
| Награды Альянса женщин-киножурналистов                 | 4 января 2024           | «Лучший адаптированный сценарий»                                                      | Эрик Рот и Мартин Скорсезе                                                                                        | Номинация       | [ 32 ] [ 33 ]           |
| Награды Альянса женщин-киножурналистов                 | 4 января 2024           | «Лучший актёрский состав — Кастинг-директор»                                          | Эллен Льюис | Номинация       | [ 32 ] [ 33 ]           |
| Награды Альянса женщин-киножурналистов                 | 4 января 2024           | «Лучшая операторская работа»                                                          | Родриго Прието | Победа          | [ 32 ] [ 33 ]           |
| Награды Альянса женщин-киножурналистов                 | 4 января 2024           | «Лучший монтаж»                                                                       | Тельма Скунмейкер                                                                                                 | Победа          | [ 32 ] [ 33 ]           |
| Награды Альянса женщин-киножурналистов                 | 4 января 2024           | «Награда за разницу в возрасте самых отъявленных любовников (специальное упоминание)» | Леонардо Ди Каприо и Лили Глэдстоун                                                                               | Номинация       | [ 32 ] [ 33 ]           |
| «Эдди»                                                 | 3 марта 2024            | «Лучший монтаж полнометражного драматического фильма»                                 | Тельма Скунмейкер                                                                                                 | Номинация       | [ 34 ]                  |
| Премия Американского института киноискусства           | 7 декабря 2023          | «Топ 10 фильмов года»                                                                 | «Убийцы цветочной луны»                                                                                           | Победа          | [ 26 ]                  |
| Премия Американского общества кинооператоров           | 3 марта 2024 года       | «Лучшая операторская работа»                                                          | Родриго Прието | Номинация       | [ 35 ]                  |
| Премия Гильдии художников-постановщиков США            | 10 февраля 2024         | «Выдающиеся достижения в области дизайна периодического фильма»                       | Джек Фиск | Номинация       | [ 36 ]                  |
| Премия Американского общества специалистов по кастингу | 7 марта 2024            | «Выдающиеся достижения в кастинге крупнобюджетного фильма (драмы)»                    | Эллен Льюис, Рене Хейнс и Кейт Спранс                                                                             | Победа          | [ 37 ] [ 38 ]           |
| Награда Голливудского творческого союза                | 6 января 2024           | «Лучший фильм»                                                                        | «Убийцы цветочной луны»                                                                                           | Номинация       | [ 39 ] [ 40 ] [ 41 ]    |
| Награда Голливудского творческого союза                | 6 января 2024           | «Лучший режиссёр»                                                                     | Мартин Скорсезе                                                                                                   | Номинация       | [ 39 ] [ 40 ] [ 41 ]    |
| Награда Голливудского творческого союза                | 6 января 2024           | «Лучшая актриса»                                                                      | Лили Глэдстоун | Победа          | [ 39 ] [ 40 ] [ 41 ]    |
| Награда Голливудского творческого союза                | 6 января 2024           | «Лучший адаптированный сценарий»                                                      | Эрик Рот и Мартин Скорсезе                                                                                        | Номинация       | [ 39 ] [ 40 ] [ 41 ]    |
| Награда Голливудского творческого союза                | 6 января 2024           | «Лучший актёрский состав»                                                             | «Убийцы цветочной луны»                                                                                           | Номинация       | [ 39 ] [ 40 ] [ 41 ]    |
| Награда Голливудского творческого союза                | 26 февраля 2024         | «Лучшая операторская работа»                                                          | Родриго Прието | Номинация       | [ 39 ] [ 40 ] [ 41 ]    |
| Награда Голливудского творческого союза                | 26 февраля 2024         | «Лучший дизайн костюмов»                                                              | Жаклин Уэст | Номинация       | [ 39 ] [ 40 ] [ 41 ]    |
| Награда Голливудского творческого союза                | 26 февраля 2024         | «Лучший монтаж»                                                                       | Тельма Скунмейкер                                                                                                 | Номинация       | [ 39 ] [ 40 ] [ 41 ]    |
| Награда Голливудского творческого союза                | 26 февраля 2024         | «Лучшая работа художника-постановщика»                                                | Джек Фиск и Адам Уиллис                                                                                           | Номинация       | [ 39 ] [ 40 ] [ 41 ]    |
| Награда Голливудского творческого союза                | 26 февраля 2024         | «Лучшая музыка»                                                                       | Робби Робертсон                                                                                                   | Номинация       | [ 39 ] [ 40 ] [ 41 ]    |
| Награды Ассоциации кинокритиков Остина                 | 10 января 2024          | «Лучший фильм»                                                                        | «Убийцы цветочной луны»                                                                                           | Победа          | [ 42 ] [ 43 ] [ 44 ]    |
| Награды Ассоциации кинокритиков Остина                 | 10 января 2024          | «Лучший режиссёр»                                                                     | Мартин Скорсезе                                                                                                   | Номинация       | [ 42 ] [ 43 ] [ 44 ]    |
| Награды Ассоциации кинокритиков Остина                 | 10 января 2024          | «Лучший актёр»                                                                        | Леонардо Ди Каприо                                                                                                | Номинация       | [ 42 ] [ 43 ] [ 44 ]    |
| Награды Ассоциации кинокритиков Остина                 | 10 января 2024          | «Лучшая актриса»                                                                      | Лили Глэдстоун | Победа          | [ 42 ] [ 43 ] [ 44 ]    |
| Награды Ассоциации кинокритиков Остина                 | 10 января 2024          | Мемориальная премия Роберта Р. «Бобби» Маккерди за прорыв в искусстве                 | Лили Глэдстоун | Победа          | [ 42 ] [ 43 ] [ 44 ]    |
| Награды Ассоциации кинокритиков Остина                 | 10 января 2024          | «Лучший актёр второго плана»                                                          | Роберт Де Ниро | Номинация       | [ 42 ] [ 43 ] [ 44 ]    |
| Награды Ассоциации кинокритиков Остина                 | 10 января 2024          | «Лучший адаптированный сценарий»                                                      | Эрик Рот и Мартин Скорсезе                                                                                        | Номинация       | [ 42 ] [ 43 ] [ 44 ]    |
| Награды Ассоциации кинокритиков Остина                 | 10 января 2024          | «Лучшая операторская работа»                                                          | Родриго Прието | Номинация       | [ 42 ] [ 43 ] [ 44 ]    |
| Награды Ассоциации кинокритиков Остина                 | 10 января 2024          | «Лучший монтаж»                                                                       | Тельма Скунмейкер                                                                                                 | Номинация       | [ 42 ] [ 43 ] [ 44 ]    |
| Награды Ассоциации кинокритиков Остина                 | 10 января 2024          | «Лучшая оригинальная музыка»                                                          | Робби Робертсон                                                                                                   | Номинация       | [ 42 ] [ 43 ] [ 44 ]    |
| Награды Ассоциации кинокритиков Остина                 | 10 января 2024          | «Лучший актёрский состав»                                                             | «Убийцы цветочной луны»                                                                                           | Номинация       | [ 42 ] [ 43 ] [ 44 ]    |
| «Бодиль»                                               | 16 марта 2024           | «Лучший фильм на английском языке»                                                    | «Убийцы цветочной луны»                                                                                           | Номинация       | [ 45 ]                  |
| Награда Общества кинокритиков Бостона                  | 10 декабря 2023         | «Лучшая актриса»                                                                      | Лили Глэдстоун | Победа          | [ 46 ]                  |
| Награда Общества кинокритиков Бостона                  | 10 декабря 2023         | «Лучший адаптированный сценарий»                                                      | Эрик Рот и Мартин Скорсезе                                                                                        | Второе место    | [ 46 ]                  |
| Награда Общества кинокритиков Бостона                  | 10 декабря 2023         | «Лучший монтаж»                                                                       | Тельма Скунмейкер                                                                                                 | Победа          | [ 46 ]                  |
| Награда Общества кинокритиков Бостона                  | 10 декабря 2023         | «Лучшая оригинальная музыка»                                                          | Робби Робертсон                                                                                                   | Победа          | [ 46 ]                  |
| Награда Общества кинокритиков Бостона                  | 10 декабря 2023         | «Лучший актёрский состав»                                                             | «Убийцы цветочной луны»                                                                                           | Второе место    | [ 46 ]                  |
| BAFTA                                                  | 18 февраля 2024         | «Лучший фильм»                                                                        | «Убийцы цветочной луны»                                                                                           | Номинация       | [ 23 ]                  |
| BAFTA                                                  | 18 февраля 2024         | «Лучшая мужская роль второго плана»                                                   | Роберт Де Ниро | Номинация       | [ 23 ]                  |
| BAFTA                                                  | 18 февраля 2024         | «Лучший кастинг»                                                                      | Эллен Льюис и Рене Хейнс                                                                                          | Номинация       | [ 23 ]                  |
| BAFTA                                                  | 18 февраля 2024         | «Лучшая операторская работа»                                                          | Родриго Прието | Номинация       | [ 23 ]                  |
| BAFTA                                                  | 18 февраля 2024         | «Лучший дизайн костюмов»                                                              | Жаклин Уэст | Номинация       | [ 23 ]                  |
| BAFTA                                                  | 18 февраля 2024         | «Лучший монтаж»                                                                       | Тельма Скунмейкер                                                                                                 | Номинация       | [ 23 ]                  |
| BAFTA                                                  | 18 февраля 2024         | «Лучший грим и причёски»                                                              | Кей Джорджиу и Томас Неллен                                                                                       | Номинация       | [ 23 ]                  |
| BAFTA                                                  | 18 февраля 2024         | «Лучшая музыка к фильму»                                                              | Робби Робертсон                                                                                                   | Номинация       | [ 23 ]                  |
| BAFTA                                                  | 18 февраля 2024         | «Лучшая работа художника-постановщика»                                                | Джек Фиск и Адам Уиллис                                                                                           | Номинация       | [ 23 ]                  |
| Награды Британского общества кинооператоров            | 3 февраля 2024          | «Лучшая операторская работа в художественном фильме»                                  | Родриго Прието | Номинация       | [ 47 ]                  |
| Награды CEC                                            | 5 февраля 2024          | «Лучший иностранный фильм»                                                            | «Убийцы цветочной луны»                                                                                           | Победа          | [ 48 ]                  |
| Награды Ассоциации кинокритиков Чикаго                 | 12 декабря 2023         | «Лучший фильм»                                                                        | «Убийцы цветочной луны»                                                                                           | Победа          | [ 49 ] [ 50 ]           |
| Награды Ассоциации кинокритиков Чикаго                 | 12 декабря 2023         | «Лучший режиссёр»                                                                     | Мартин Скорсезе                                                                                                   | Номинация       | [ 49 ] [ 50 ]           |
| Награды Ассоциации кинокритиков Чикаго                 | 12 декабря 2023         | «Лучший актёр»                                                                        | Леонардо Ди Каприо                                                                                                | Номинация       | [ 49 ] [ 50 ]           |
| Награды Ассоциации кинокритиков Чикаго                 | 12 декабря 2023         | «Лучшая актриса»                                                                      | Лили Глэдстоун | Номинация       | [ 49 ] [ 50 ]           |
| Награды Ассоциации кинокритиков Чикаго                 | 12 декабря 2023         | «Лучший адаптированный сценарий»                                                      | Эрик Рот и Мартин Скорсезе                                                                                        | Победа          | [ 49 ] [ 50 ]           |
| Награды Ассоциации кинокритиков Чикаго                 | 12 декабря 2023         | «Лучшая работа художника-постановщика»                                                | Джек Фиск и Адам Уиллис                                                                                           | Номинация       | [ 49 ] [ 50 ]           |
| Награды Ассоциации кинокритиков Чикаго                 | 12 декабря 2023         | «Лучшая операторская работа»                                                          | Родриго Прието | Номинация       | [ 49 ] [ 50 ]           |
| Награды Ассоциации кинокритиков Чикаго                 | 12 декабря 2023         | «Лучший дизайн костюмов»                                                              | Жаклин Уэст | Номинация       | [ 49 ] [ 50 ]           |
| Награды Ассоциации кинокритиков Чикаго                 | 12 декабря 2023         | «Лучший монтаж»                                                                       | Тельма Скунмейкер                                                                                                 | Номинация       | [ 49 ] [ 50 ]           |
| Награды Ассоциации кинокритиков Чикаго                 | 12 декабря 2023         | «Лучшая оригинальная музыка»                                                          | Робби Робертсон                                                                                                   | Победа          | [ 49 ] [ 50 ]           |
| Награды Общества киноакустики                          | 2 марта 2024            | «Выдающиеся достижения в области микширования звука для художественного фильма»       | Марк Улано, Том Флайшмен, Юджин Гирти, Марк ДеСимоне и Джордж Э. Лара                                             | Номинация       | [ 51 ] [ 52 ]           |
| Премия Гильдии художников по костюмам                  | 21 февраля 2024         | «Лучший дизайн костюмов в историческом фильме»                                        | Жаклин Уэст | Номинация       | [ 53 ]                  |
| «Выбор критиков»                                       | 14 января 2024          | «Лучший фильм»                                                                        | «Убийцы цветочной луны»                                                                                           | Номинация       | [ 54 ]                  |
| «Выбор критиков»                                       | 14 января 2024          | «Лучшая режиссура»                                                                    | Мартин Скорсезе                                                                                                   | Номинация       | [ 54 ]                  |
| «Выбор критиков»                                       | 14 января 2024          | «Лучший актёр»                                                                        | Леонардо Ди Каприо                                                                                                | Номинация       | [ 54 ]                  |
| «Выбор критиков»                                       | 14 января 2024          | «Лучшая актриса»                                                                      | Лили Глэдстоун | Номинация       | [ 54 ]                  |
| «Выбор критиков»                                       | 14 января 2024          | «Лучший актёр второго плана»                                                          | Роберт Де Ниро | Номинация       | [ 54 ]                  |
| «Выбор критиков»                                       | 14 января 2024          | «Лучший актёрской состав»                                                             | Актёрский состав фильма «Убийцы цветочной луны»                                                                   | Номинация       | [ 54 ]                  |
| «Выбор критиков»                                       | 14 января 2024          | «Лучший адаптированный сценарий»                                                      | Эрик Рот и Мартин Скорсезе                                                                                        | Номинация       | [ 54 ]                  |
| «Выбор критиков»                                       | 14 января 2024          | «Лучшая операторская работа»                                                          | Родриго Прието | Номинация       | [ 54 ]                  |
| «Выбор критиков»                                       | 14 января 2024          | «Лучший монтаж»                                                                       | Тельма Скунмейкер                                                                                                 | Номинация       | [ 54 ]                  |
| «Выбор критиков»                                       | 14 января 2024          | «Лучший дизайн костюмов»                                                              | Жаклин Уэст | Номинация       | [ 54 ]                  |
| «Выбор критиков»                                       | 14 января 2024          | «Лучшая работа художника-постановщика»                                                | Джек Фиск and Адам Уиллис                                                                                         | Номинация       | [ 54 ]                  |
| «Выбор критиков»                                       | 14 января 2024          | «Лучшая музыка»                                                                       | Робби Робертсон                                                                                                   | Номинация       | [ 54 ]                  |
| Награды Ассоциации кинокритиков Далласа и Форт-Уэрта   | 18 декабря 2023         | «Лучший фильм»                                                                        | «Убийцы цветочной луны»                                                                                           | Третье место    | [ 55 ]                  |
| Награды Ассоциации кинокритиков Далласа и Форт-Уэрта   | 18 декабря 2023         | «Лучший режиссёр»                                                                     | Мартин Скорсезе                                                                                                   | Второе место    | [ 55 ]                  |
| Награды Ассоциации кинокритиков Далласа и Форт-Уэрта   | 18 декабря 2023         | «Лучший актёр»                                                                        | Леонардо Ди Каприо                                                                                                | Пятое место     | [ 55 ]                  |
| Награды Ассоциации кинокритиков Далласа и Форт-Уэрта   | 18 декабря 2023         | «Лучшая актриса»                                                                      | Лили Глэдстоун | Победа          | [ 55 ]                  |
| Награды Ассоциации кинокритиков Далласа и Форт-Уэрта   | 18 декабря 2023         | «Лучший актёр второго плана»                                                          | Роберт Де Ниро | Третье место    | [ 55 ]                  |
| Награды Ассоциации кинокритиков Далласа и Форт-Уэрта   | 18 декабря 2023         | «Лучшая операторская работа»                                                          | Родриго Прието | Второе место    | [ 55 ]                  |
| Награды Ассоциации кинокритиков Далласа и Форт-Уэрта   | 18 декабря 2023         | «Лучший саундтрек»                                                                    | Робби Робертсон                                                                                                   | Победа          | [ 55 ]                  |
| Премия Гильдии режиссёров Америки                      | 10 февраля 2024         | «Лучшая режиссура художественного фильма»                                             | Мартин Скорсезе                                                                                                   | Номинация       | [ 56 ]                  |
| Награды Dorian                                         | 26 февраля 2024         | «Лучшая роль года»                                                                    | Лили Глэдстоун | Победа          | [ 57 ]                  |
| Награды кинокритиков Дублина                           | 19 декабря 2024         | «Лучший фильм»                                                                        | «Убийцы цветочной луны»                                                                                           | Четвёртое место | [ 58 ]                  |
| Награды кинокритиков Дублина                           | 19 декабря 2024         | «Лучший режиссёр»                                                                     | Мартин Скорсезе                                                                                                   | Четвёртое место | [ 58 ]                  |
| Награды кинокритиков Дублина                           | 19 декабря 2024         | «Лучшая актриса»                                                                      | Лили Глэдстоун | Победа          | [ 58 ]                  |
| Награды кинокритиков Дублина                           | 19 декабря 2024         | «Лучшая операторская работа»                                                          | Родриго Прието | Победа          | [ 58 ]                  |
| Награды кинокритиков Флориды                           | 21 декабря 2023         | «Лучший фильм»                                                                        | «Убийцы цветочной луны»                                                                                           | Номинация       | [ 59 ] [ 60 ]           |
| Награды кинокритиков Флориды                           | 21 декабря 2023         | «Лучшая актриса»                                                                      | Лили Глэдстоун | Победа          | [ 59 ] [ 60 ]           |
| Награды кинокритиков Флориды                           | 21 декабря 2023         | «Прорыв года»                                                                         | Лили Глэдстоун | Победа          | [ 59 ] [ 60 ]           |
| Награды кинокритиков Флориды                           | 21 декабря 2023         | «Лучший адаптированный сценарий»                                                      | Эрик Рот и Мартин Скорсезе                                                                                        | Второе место    | [ 59 ] [ 60 ]           |
| Награды кинокритиков Флориды                           | 21 декабря 2023         | «Лучший актёрский состав»                                                             | «Убийцы цветочной луны»                                                                                           | Победа          | [ 59 ] [ 60 ]           |
| Награды кинокритиков Флориды                           | 21 декабря 2023         | «Лучшая работа художника-постановщика»                                                | «Убийцы цветочной луны»                                                                                           | Номинация       | [ 59 ] [ 60 ]           |
| Награды кинокритиков Флориды                           | 21 декабря 2023         | «Лучшая операторская работа»                                                          | Родриго Прието | Номинация       | [ 59 ] [ 60 ]           |
| Награды кинокритиков Флориды                           | 21 декабря 2023         | «Лучший саундтрек»                                                                    | Робби Робертсон                                                                                                   | Номинация       | [ 59 ] [ 60 ]           |
| Fotogramas de Plata                                    | 26 февраля 2024         | «Лучший иностранный фильм»                                                            | «Убийцы цветочной луны»                                                                                           | Победа          | [ 61 ]                  |
| Награды Ассоциации кинокритиков штата Джорджия         | 5 января 2024           | «Лучший фильм»                                                                        | «Убийцы цветочной луны»                                                                                           | Номинация       | [ 62 ] [ 63 ] [ 64 ]    |
| Награды Ассоциации кинокритиков штата Джорджия         | 5 января 2024           | «Лучший режиссёр»                                                                     | Мартин Скорсезе                                                                                                   | Второе место    | [ 62 ] [ 63 ] [ 64 ]    |
| Награды Ассоциации кинокритиков штата Джорджия         | 5 января 2024           | «Лучшая актриса»                                                                      | Лили Глэдстоун | Победа          | [ 62 ] [ 63 ] [ 64 ]    |
| Награды Ассоциации кинокритиков штата Джорджия         | 5 января 2024           | «Лучший адаптированный сценарий»                                                      | Эрик Рот и Мартин Скорсезе                                                                                        | Номинация       | [ 62 ] [ 63 ] [ 64 ]    |
| Награды Ассоциации кинокритиков штата Джорджия         | 5 января 2024           | «Лучшая операторская работа»                                                          | Родриго Прието | Второе место    | [ 62 ] [ 63 ] [ 64 ]    |
| Награды Ассоциации кинокритиков штата Джорджия         | 5 января 2024           | «Лучшая работа художника-постановщика»                                                | Джек Фиск и Адам Уиллис                                                                                           | Номинация       | [ 62 ] [ 63 ] [ 64 ]    |
| Награды Ассоциации кинокритиков штата Джорджия         | 5 января 2024           | «Лучший актёрский состав»                                                             | «Убийцы цветочной луны»                                                                                           | Номинация       | [ 62 ] [ 63 ] [ 64 ]    |
| «Золотой глобус»                                       | 7 января 2024           | «Лучший фильм — драма»                                                                | «Убийцы цветочной луны»                                                                                           | Номинация       | [ 24 ] [ 65 ]           |
| «Золотой глобус»                                       | 7 января 2024           | «Лучшая режиссёрская работа»                                                          | Мартин Скорсезе                                                                                                   | Номинация       | [ 24 ] [ 65 ]           |
| «Золотой глобус»                                       | 7 января 2024           | «Лучшая мужская роль — драма»                                                         | Леонардо Ди Каприо                                                                                                | Номинация       | [ 24 ] [ 65 ]           |
| «Золотой глобус»                                       | 7 января 2024           | «Лучшая женская роль — драма»                                                         | Лили Глэдстоун | Победа          | [ 24 ] [ 65 ]           |
| «Золотой глобус»                                       | 7 января 2024           | «Лучший актёр второго плана в кинофильме»                                             | Роберт Де Ниро | Номинация       | [ 24 ] [ 65 ]           |
| «Золотой глобус»                                       | 7 января 2024           | «Лучший сценарий»                                                                     | Эрик Рот и Мартин Скорсезе                                                                                        | Номинация       | [ 24 ] [ 65 ]           |
| «Золотой глобус»                                       | 7 января 2024           | «Лучшая музыка к фильму»                                                              | Робби Робертсон                                                                                                   | Номинация       | [ 24 ] [ 65 ]           |
| Кинонаграда Golden Reel                                | 3 марта 2024            | «Выдающиеся достижения в области звукового монтажа — звуковые эффекты»                | Филип Стоктон, Юджин Гирти, Джулия Стоктон и Марисса Литтлфилд                                                    | Номинация       | [ 66 ]                  |
| «Готэм»                                                | 27 января 2023          | «Historical Icon & Creator Tribute»                                                   | «Убийцы цветочной луны»                                                                                           | Победа          | [ 67 ]                  |
| Награды Гильдии музыкальных супервайзеров              | 3 марта 2024            | «Лучший авторский надзор за музыкой — трейлер к фильму»                               | Дерик Берберабе и Джордан Сильверберг (за второй официальный трейлер)                                             | Номинация       | [ 68 ] [ 69 ]           |
| Награды Гильдии музыкальных супервайзеров              | 3 марта 2024            | «Лучший авторский надзор за музыкой — трейлер к фильму»                               | Энджел Мендоза (за официальный тизер-трейлер)                                                                     | Победа          | [ 68 ] [ 69 ]           |
| Награда Голливудского творческого союза                | 1 июля 2022             | «Самый ожидаемый фильм»                                                               | «Убийцы цветочной луны»                                                                                           | Номинация       | [ 70 ]                  |
| Награда Голливудского творческого союза                | 30 июня 2023            | «Самый ожидаемый фильм»                                                               | «Убийцы цветочной луны»                                                                                           | Номинация       | [ 71 ]                  |
| Hollywood Music in Media Awards                        | 15 ноября 2023          | «Лучший оригинальный саундтрек к художественному фильму»                              | Робби Робертсон                                                                                                   | Победа          | [ 72 ]                  |
| Награды Общества кинокритиков Хьюстона                 | 22 января 2024          | «Лучший фильм»                                                                        | «Убийцы цветочной луны»                                                                                           | Номинация       | [ 73 ] [ 74 ]           |
| Награды Общества кинокритиков Хьюстона                 | 22 января 2024          | «Лучшая режиссура»                                                                    | Мартин Скорсезе                                                                                                   | Номинация       | [ 73 ] [ 74 ]           |
| Награды Общества кинокритиков Хьюстона                 | 22 января 2024          | «Лучшая мужская роль»                                                                 | Леонардо Ди Каприо                                                                                                | Номинация       | [ 73 ] [ 74 ]           |
| Награды Общества кинокритиков Хьюстона                 | 22 января 2024          | «Лучшая женская роль»                                                                 | Лили Глэдстоун | Номинация       | [ 73 ] [ 74 ]           |
| Награды Общества кинокритиков Хьюстона                 | 22 января 2024          | «Лучшая мужская роль второго плана»                                                   | Роберт Де Ниро | Номинация       | [ 73 ] [ 74 ]           |
| Награды Общества кинокритиков Хьюстона                 | 22 января 2024          | «Лучшая музыка»                                                                       | Робби Робертсон                                                                                                   | Победа          | [ 73 ] [ 74 ]           |
| Награды Общества кинокритиков Хьюстона                 | 22 января 2024          | «Лучшая операторская работа»                                                          | Родриго Прието | Номинация       | [ 73 ] [ 74 ]           |
| Награды Общества кинокритиков Хьюстона                 | 22 января 2024          | «Лучший актёрский состав»                                                             | «Убийцы цветочной луны»                                                                                           | Номинация       | [ 73 ] [ 74 ]           |
| Опрос критиков IndieWire                               | 11 декабря 2023         | «Лучший фильм»                                                                        | «Убийцы цветочной луны»                                                                                           | Первое место    | [ 75 ]                  |
| Опрос критиков IndieWire                               | 11 декабря 2023         | «Лучшая режиссура»                                                                    | Мартин Скорсезе                                                                                                   | Первое место    | [ 75 ]                  |
| Опрос критиков IndieWire                               | 11 декабря 2023         | «Лучшее исполнение»                                                                   | Лили Глэдстоун | Второе место    | [ 75 ]                  |
| Опрос критиков IndieWire                               | 11 декабря 2023         | «Лучший сценарий»                                                                     | Мартин Скорсезе и Эрик Рот                                                                                        | Шестое место    | [ 75 ]                  |
| Опрос критиков IndieWire                               | 11 декабря 2023         | «Лучшая операторская работа»                                                          | Родриго Прието | Третье место    | [ 75 ]                  |
| Награды Международного общества синефилов              | 11 февраля 2024         | «Лучший фильм»                                                                        | «Убийцы цветочной луны»                                                                                           | Номинация       | [ 76 ] [ 77 ] [ 78 ]    |
| Награды Международного общества синефилов              | 11 февраля 2024         | «Лучшая женская роль»                                                                 | Лили Глэдстоун | Номинация       | [ 76 ] [ 77 ] [ 78 ]    |
| Награды Международного общества синефилов              | 11 февраля 2024         | «Лучший адаптированный сценарий»                                                      | Эрик Рот и Мартин Скорсезе                                                                                        | Номинация       | [ 76 ] [ 77 ] [ 78 ]    |
| Награды Международного общества синефилов              | 11 февраля 2024         | «Лучшая работа художника-постановщика»                                                | Джек Фиск и Адам Уиллис                                                                                           | Номинация       | [ 76 ] [ 77 ] [ 78 ]    |
| Награды Международного общества синефилов              | 11 февраля 2024         | «Лучший саундтрек»                                                                    | Робби Робертсон                                                                                                   | Номинация       | [ 76 ] [ 77 ] [ 78 ]    |
| Награды Общества кинокритиков Канзас-Сити              | 27 января 2024          | «Лучший фильм»                                                                        | «Убийцы цветочной луны»                                                                                           | Второе место    | [ 79 ]                  |
| Награды Общества кинокритиков Канзас-Сити              | 27 января 2024          | «Лучшая женская роль»                                                                 | Лили Глэдстоун | Победа          | [ 79 ]                  |
| Награды Общества кинокритиков Канзас-Сити              | 27 января 2024          | «Лучший адаптированный сценарий»                                                      | Мартин Скорсезе и Эрик Рот                                                                                        | Второе место    | [ 79 ]                  |
| Награды Общества кинокритиков Канзас-Сити              | 27 января 2024          | «Лучшая операторская работа»                                                          | Родриго Прието | Второе место    | [ 79 ]                  |
| Награды Общества кинокритиков Канзас-Сити              | 27 января 2024          | «Лучшая музыка»                                                                       | Робби Робертсон                                                                                                   | Второе место    | [ 79 ]                  |
| Премия Лондонской ассоциации кинокритиков              | 4 февраля 2024          | «Лучший фильм»                                                                        | «Убийцы цветочной луны»                                                                                           | Номинация       | [ 80 ]                  |
| Премия Лондонской ассоциации кинокритиков              | 4 февраля 2024          | «Лучшая режиссура»                                                                    | Мартин Скорсезе                                                                                                   | Номинация       | [ 80 ]                  |
| Премия Лондонской ассоциации кинокритиков              | 4 февраля 2024          | «Лучшая женская роль»                                                                 | Лили Глэдстоун | Номинация       | [ 80 ]                  |
| Премия Лондонской ассоциации кинокритиков              | 4 февраля 2024          | «Лучший монтаж»                                                                       | Тельма Скунмейкер                                                                                                 | Номинация       | [ 80 ]                  |
| Награды Ассоциации кинокритиков Лос-Анджелеса          | 10 декабря 2023         | «Лучшая роль второго плана»                                                           | Лили Глэдстоун | Второе место    | [ 81 ]                  |
| Награды Ассоциации кинокритиков Лос-Анджелеса          | 10 декабря 2023         | «Лучшая операторская работа»                                                          | Родриго Прието | Второе место    | [ 81 ]                  |
| Награды Национального совета кинокритиков США          | 6 декабря 2023          | «Лучший фильм»                                                                        | «Убийцы цветочной луны»                                                                                           | Победа          | [ 25 ]                  |
| Награды Национального совета кинокритиков США          | 6 декабря 2023          | «Лучший режиссёр»                                                                     | Мартин Скорсезе                                                                                                   | Победа          | [ 25 ]                  |
| Награды Национального совета кинокритиков США          | 6 декабря 2023          | «Лучшая актриса»                                                                      | Лили Глэдстоун | Победа          | [ 25 ]                  |
| Награды Национального совета кинокритиков США          | 6 декабря 2023          | «Выдающиеся достижения в области кинематографии»                                      | Родриго Прието | Победа          | [ 25 ]                  |
| Награды Национального общества кинокритиков США        | 6 января 2024           | «Лучшая актриса»                                                                      | Лили Глэдстоун | Второе место    | [ 82 ]                  |
| Награды Национального общества кинокритиков США        | 6 января 2024           | «Лучшая операторская работа»                                                          | Родриго Прието | Победа          | [ 82 ]                  |
| Премия NYFCC                                           | 30 ноября 2023          | «Лучший фильм»                                                                        | «Убийцы цветочной луны»                                                                                           | Победа          | [ 83 ]                  |
| Премия NYFCC                                           | 30 ноября 2023          | «Лучшая актриса»                                                                      | Лили Глэдстоун | Победа          | [ 83 ]                  |
| Награды Общества онлайн-кинокритиков Нью-Йорка         | 15 декабря 2023         | «Лучший фильм»                                                                        | «Убийцы цветочной луны»                                                                                           | Победа          | [ 84 ]                  |
| Награды Общества онлайн-кинокритиков                   | 22 января 2024          | «Лучший фильм»                                                                        | «Убийцы цветочной луны»                                                                                           | Номинация       | [ 85 ] [ 86 ]           |
| Награды Общества онлайн-кинокритиков                   | 22 января 2024          | «Лучшая режиссура»                                                                    | Мартин Скорсезе                                                                                                   | Номинация       | [ 85 ] [ 86 ]           |
| Награды Общества онлайн-кинокритиков                   | 22 января 2024          | «Лучшая мужская роль»                                                                 | Леонардо Ди Каприо                                                                                                | Номинация       | [ 85 ] [ 86 ]           |
| Награды Общества онлайн-кинокритиков                   | 22 января 2024          | «Лучшая женская роль»                                                                 | Лили Глэдстоун | Победа          | [ 85 ] [ 86 ]           |
| Награды Общества онлайн-кинокритиков                   | 22 января 2024          | «Лучшая мужская роль второго плана»                                                   | Роберт Де Ниро | Номинация       | [ 85 ] [ 86 ]           |
| Награды Общества онлайн-кинокритиков                   | 22 января 2024          | «Лучший адаптированный сценарий»                                                      | Эрик Рот и Мартин Скорсезе                                                                                        | Номинация       | [ 85 ] [ 86 ]           |
| Награды Общества онлайн-кинокритиков                   | 22 января 2024          | «Лучший монтаж»                                                                       | Тельма Скунмейкер                                                                                                 | Номинация       | [ 85 ] [ 86 ]           |
| Награды Общества онлайн-кинокритиков                   | 22 января 2024          | «Лучший дизайн костюмов»                                                              | «Убийцы цветочной луны»                                                                                           | Номинация       | [ 85 ] [ 86 ]           |
| Награды Общества онлайн-кинокритиков                   | 22 января 2024          | «Лучший художественный дизайн»                                                        | «Убийцы цветочной луны»                                                                                           | Номинация       | [ 85 ] [ 86 ]           |
| Награды Общества онлайн-кинокритиков                   | 22 января 2024          | «Лучшая музыка»                                                                       | Робби Робертсон                                                                                                   | Номинация       | [ 85 ] [ 86 ]           |
| Награды Международного кинофестиваля в Палм-Спрингс    | 4 января 2024           | Премия «Авангард»                                                                     | Мартин Скорсезе, Леонардо Ди Каприо и Лили Глэдстоун                                                              | Победа          | [ 87 ]                  |
| Награды Общества кинокритиков Парижа                   | 4 февраля 2024          | «Лучший адаптированный сценарий»                                                      | Эрик Рот и Мартин Скорсезе                                                                                        | Победа          | [ 88 ]                  |
| Награды Общества кинокритиков Парижа                   | 4 февраля 2024          | «Лучший фильм»                                                                        | Мартин Скорсезе                                                                                                   | Номинация       | [ 89 ]                  |
| Награды Общества кинокритиков Парижа                   | 4 февраля 2024          | «Лучшая женская роль»                                                                 | Лили Глэдстоун | Номинация       | [ 89 ]                  |
| Награды Общества кинокритиков Парижа                   | 4 февраля 2024          | «Лучшая мужская роль второго плана»                                                   | Роберт Де Ниро | Номинация       | [ 89 ]                  |
| Награды Общества кинокритиков Парижа                   | 4 февраля 2024          | «Лучшая операторская работа»                                                          | Родриго Прието | Номинация       | [ 89 ]                  |
| Награды Общества кинокритиков Парижа                   | 4 февраля 2024          | «Лучший монтаж»                                                                       | Тельма Скунмейкер                                                                                                 | Номинация       | [ 89 ]                  |
| Награды Общества кинокритиков Парижа                   | 4 февраля 2024          | «Лучшая работа художника-постановщика»                                                | Джек Фиск | Номинация       | [ 89 ]                  |
| Награды Общества кинокритиков Парижа                   | 4 февраля 2024          | «Лучший дизайн костюмов»                                                              | Жаклин Уэст | Номинация       | [ 89 ]                  |
| «Выбор народа»                                         | 18 февраля 2024         | «Драматический фильм года»                                                            | «Убийцы цветочной луны»                                                                                           | Номинация       | [ 90 ]                  |
| «Выбор народа»                                         | 18 февраля 2024         | «Мужчина-кинозвезда года»                                                             | Леонардо Ди Каприо                                                                                                | Номинация       | [ 90 ]                  |
| «Выбор народа»                                         | 18 февраля 2024         | «Звезда драматического фильма года»                                                   | Леонардо Ди Каприо                                                                                                | Номинация       | [ 90 ]                  |
| Премия Гильдии продюсеров США                          | 25 февраля 2024         | «Лучший театральный фильм»                                                            | «Убийцы цветочной луны»                                                                                           | Номинация       | [ 91 ]                  |
| «Роберт»                                               | 3 февраля 2024          | «Лучший фильм на английском языке»                                                    | «Убийцы цветочной луны»                                                                                           | Номинация       | [ 92 ]                  |
| Награды Общества кинокритиков Сан-Диего                | 19 декабря 2023         | «Лучший фильм»                                                                        | «Убийцы цветочной луны»                                                                                           | Номинация       | [ 93 ] [ 94 ]           |
| Награды Общества кинокритиков Сан-Диего                | 19 декабря 2023         | «Лучшая режиссура»                                                                    | Мартин Скорсезе                                                                                                   | Победа          | [ 93 ] [ 94 ]           |
| Награды Общества кинокритиков Сан-Диего                | 19 декабря 2023         | «Лучшая женская роль»                                                                 | Лили Глэдстоун | Победа          | [ 93 ] [ 94 ]           |
| Награды Общества кинокритиков Сан-Диего                | 19 декабря 2023         | «Лучший адаптированный сценарий»                                                      | Эрик Рот и Мартин Скорсезе                                                                                        | Номинация       | [ 93 ] [ 94 ]           |
| Награды Общества кинокритиков Сан-Диего                | 19 декабря 2023         | «Лучшая операторская работа»                                                          | Родриго Прието | Победа          | [ 93 ] [ 94 ]           |
| Награды Общества кинокритиков Сан-Диего                | 19 декабря 2023         | «Лучший монтаж»                                                                       | Тельма Скунмейкер                                                                                                 | Номинация       | [ 93 ] [ 94 ]           |
| Награды Общества кинокритиков Сан-Диего                | 19 декабря 2023         | «Лучший дизайн костюмов»                                                              | Жаклин Уэст | Номинация       | [ 93 ] [ 94 ]           |
| Награды Общества кинокритиков Сан-Диего                | 19 декабря 2023         | «Лучший художественный дизайн»                                                        | Джек Фиск | Номинация       | [ 93 ] [ 94 ]           |
| Премия кинокритиков района Сан-Франциско               | 9 января 2024           | «Лучший фильм»                                                                        | «Убийцы цветочной луны»                                                                                           | Номинация       | [ 95 ] [ 96 ]           |
| Премия кинокритиков района Сан-Франциско               | 9 января 2024           | «Лучшая режиссура»                                                                    | Мартин Скорсезе                                                                                                   | Номинация       | [ 95 ] [ 96 ]           |
| Премия кинокритиков района Сан-Франциско               | 9 января 2024           | «Лучшая женская роль»                                                                 | Лили Глэдстоун | Номинация       | [ 95 ] [ 96 ]           |
| Премия кинокритиков района Сан-Франциско               | 9 января 2024           | «Лучшая операторская работа»                                                          | Родриго Прието | Номинация       | [ 95 ] [ 96 ]           |
| Премия кинокритиков района Сан-Франциско               | 9 января 2024           | «Лучший монтаж»                                                                       | Тельма Скунмейкер                                                                                                 | Номинация       | [ 95 ] [ 96 ]           |
| Премия кинокритиков района Сан-Франциско               | 9 января 2024           | «Лучшая музыка»                                                                       | Робби Робертсон                                                                                                   | Победа          | [ 95 ] [ 96 ]           |
| Премия кинокритиков района Сан-Франциско               | 9 января 2024           | «Лучший художественный дизайн»                                                        | Джек Фиск | Номинация       | [ 95 ] [ 96 ]           |
| Награды Международного кинофестиваля в Санта-Барбаре   | 10 февраля 2024         | Премия «Виртуоз»                                                                      | Лили Глэдстоун | Победа          | [ 97 ]                  |
| Награды Международного кинофестиваля в Санта-Барбаре   | 10 февраля 2024         | Премия ремесленников Variety                                                          | Родриго Прието | Победа          | [ 98 ]                  |
| Премия Святого Георгия                                 | 24 апреля 2024          | «Лучший иностранный фильм»                                                            | «Убийцы цветочной луны»                                                                                           | Победа          | [ 99 ]                  |
| Премия Святого Георгия                                 | 24 апреля 2024          | «Лучшая иностранная актриса»                                                          | Лили Глэдстоун | Победа          | [ 99 ]                  |
| «Спутник»                                              | 3 марта 2024            | «Лучший фильм — драма»                                                                | «Убийцы цветочной луны»                                                                                           | Номинация       | [ 100 ] [ 101 ]         |
| «Спутник»                                              | 3 марта 2024            | «Лучшая режиссёрская работа»                                                          | Мартин Скорсезе                                                                                                   | Номинация       | [ 100 ] [ 101 ]         |
| «Спутник»                                              | 3 марта 2024            | «Лучшая мужская роль — кинофильм»                                                     | Леонардо Ди Каприо                                                                                                | Номинация       | [ 100 ] [ 101 ]         |
| «Спутник»                                              | 3 марта 2024            | «Лучшая женская роль — кинофильм»                                                     | Лили Глэдстоун | Победа          | [ 100 ] [ 101 ]         |
| «Спутник»                                              | 3 марта 2024            | «Лучшая мужская роль второго плана — кинофильм»                                       | Роберт Де Ниро | Номинация       | [ 100 ] [ 101 ]         |
| «Спутник»                                              | 3 марта 2024            | «Лучший адаптированный сценарий»                                                      | Эрик Рот и Мартин Скорсезе                                                                                        | Номинация       | [ 100 ] [ 101 ]         |
| «Спутник»                                              | 3 марта 2024            | «Лучшая операторская работа»                                                          | Родриго Прието | Номинация       | [ 100 ] [ 101 ]         |
| «Спутник»                                              | 3 марта 2024            | «Лучший монтаж»                                                                       | Тельма Скунмейкер                                                                                                 | Номинация       | [ 100 ] [ 101 ]         |
| «Спутник»                                              | 3 марта 2024            | «Лучший дизайн костюмов»                                                              | Жаклин Уэст | Номинация       | [ 100 ] [ 101 ]         |
| «Спутник»                                              | 3 марта 2024            | «Лучшая художественная режиссура и дизайн постановки»                                 | Джек Фиск и Адам Уиллис                                                                                           | Номинация       | [ 100 ] [ 101 ]         |
| «Спутник»                                              | 3 марта 2024            | «Лучшая музыка к фильму»                                                              | Робби Робертсон                                                                                                   | Номинация       | [ 100 ] [ 101 ]         |
| «Спутник»                                              | 3 марта 2024            | «Лучший звук»                                                                         | «Убийцы цветочной луны»                                                                                           | Номинация       | [ 100 ] [ 101 ]         |
| Премия Гильдии киноактёров США                         | 24 февраля 2024         | «Лучший актёрский состав в игровом кино»                                              | Танту Кардинал, Роберт Де Ниро, Леонардо Ди Каприо, Брендан Фрейзер, Лили Глэдстоун, Джон Литгоу и Джесси Племонс | Номинация       | [ 102 ]                 |
| Премия Гильдии киноактёров США                         | 24 февраля 2024         | «Лучшая женская роль»                                                                 | Лили Глэдстоун | Победа          | [ 102 ]                 |
| Премия Гильдии киноактёров США                         | 24 февраля 2024         | «Лучшая мужская роль второго плана»                                                   | Роберт Де Ниро | Номинация       | [ 102 ]                 |
| Награды Общества кинокритиков Сиэтла                   | 8 января 2024           | «Лучший фильм года»                                                                   | «Убийцы цветочной луны»                                                                                           | Номинация       | [ 103 ] [ 104 ]         |
| Награды Общества кинокритиков Сиэтла                   | 8 января 2024           | «Лучшая режиссура»                                                                    | Мартин Скорсезе                                                                                                   | Победа          | [ 103 ] [ 104 ]         |
| Награды Общества кинокритиков Сиэтла                   | 8 января 2024           | «Лучшая актриса в главной роли»                                                       | Лили Глэдстоун | Победа          | [ 103 ] [ 104 ]         |
| Награды Общества кинокритиков Сиэтла                   | 8 января 2024           | «Лучший актёр второго плана»                                                          | Роберт Де Ниро | Номинация       | [ 103 ] [ 104 ]         |
| Награды Общества кинокритиков Сиэтла                   | 8 января 2024           | «Лучший актёрский состав»                                                             | «Убийцы цветочной луны»                                                                                           | Номинация       | [ 103 ] [ 104 ]         |
| Награды Общества кинокритиков Сиэтла                   | 8 января 2024           | «Лучшая операторская работа»                                                          | Родриго Прието | Номинация       | [ 103 ] [ 104 ]         |
| Награды Общества кинокритиков Сиэтла                   | 8 января 2024           | «Лучший дизайн костюмов»                                                              | Жаклин Уэст | Номинация       | [ 103 ] [ 104 ]         |
| Награды Общества кинокритиков Сиэтла                   | 8 января 2024           | «Лучший монтаж»                                                                       | Тельма Скунмейкер                                                                                                 | Номинация       | [ 103 ] [ 104 ]         |
| Награды Общества кинокритиков Сиэтла                   | 8 января 2024           | «Лучшая музыка»                                                                       | Робби Робертсон                                                                                                   | Номинация       | [ 103 ] [ 104 ]         |
| Награды Общества кинокритиков Сиэтла                   | 8 января 2024           | «Лучший художественный дизайн»                                                        | Джек Фиск | Номинация       | [ 103 ] [ 104 ]         |
| Награды Общества кинокритиков Сиэтла                   | 8 января 2024           | «Злодей года»                                                                         | Уильям Хэйл (Роберт Де Ниро)                                                                                      | Номинация       | [ 103 ] [ 104 ]         |
| Награды Общества декораторов Америки                   | 13 февраля 2024         | «Лучшие достижения в декоре/дизайне периодического полнометражного фильма»            | Джек Фиск и Адам Уиллис                                                                                           | Номинация       | [ 105 ]                 |
| Награды Общества композиторов и лириков                | 13 февраля 2024         | «Выдающаяся оригинальная музыкальная композиция для студийного фильма»                | Робби Робертсон                                                                                                   | Номинация       | [ 106 ]                 |
| Награды Ассоциации кинокритиков Сент-Луиса             | 17 декабря 2023         | «Лучший фильм»                                                                        | «Убийцы цветочной луны»                                                                                           | Номинация       | [ 107 ] [ 108 ] [ 109 ] |
| Награды Ассоциации кинокритиков Сент-Луиса             | 17 декабря 2023         | «Лучшая режиссура»                                                                    | Мартин Скорсезе                                                                                                   | Номинация       | [ 107 ] [ 108 ] [ 109 ] |
| Награды Ассоциации кинокритиков Сент-Луиса             | 17 декабря 2023         | «Лучшая мужская роль»                                                                 | Леонардо Ди Каприо                                                                                                | Номинация       | [ 107 ] [ 108 ] [ 109 ] |
| Награды Ассоциации кинокритиков Сент-Луиса             | 17 декабря 2023         | «Лучшая женская роль»                                                                 | Лили Глэдстоун | Победа          | [ 107 ] [ 108 ] [ 109 ] |
| Награды Ассоциации кинокритиков Сент-Луиса             | 17 декабря 2023         | «Лучший адаптированный сценарий»                                                      | Эрик Рот и Мартин Скорсезе                                                                                        | Номинация       | [ 107 ] [ 108 ] [ 109 ] |
| Награды Ассоциации кинокритиков Сент-Луиса             | 17 декабря 2023         | «Лучший актёрский состав»                                                             | «Убийцы цветочной луны»                                                                                           | Номинация       | [ 107 ] [ 108 ] [ 109 ] |
| Награды Ассоциации кинокритиков Сент-Луиса             | 17 декабря 2023         | «Лучшая операторская работа»                                                          | Родриго Прието | Второе место    | [ 107 ] [ 108 ] [ 109 ] |
| Награды Ассоциации кинокритиков Сент-Луиса             | 17 декабря 2023         | «Лучший монтаж»                                                                       | Тельма Скунмейкер                                                                                                 | Номинация       | [ 107 ] [ 108 ] [ 109 ] |
| Награды Ассоциации кинокритиков Сент-Луиса             | 17 декабря 2023         | «Лучший дизайн костюмов»                                                              | Жаклин Уэст и Джули О’Киф                                                                                         | Номинация       | [ 107 ] [ 108 ] [ 109 ] |
| Награды Ассоциации кинокритиков Сент-Луиса             | 17 декабря 2023         | «Лучший художественный дизайн»                                                        | Джек Фиск | Номинация       | [ 107 ] [ 108 ] [ 109 ] |
| Награды Ассоциации кинокритиков Сент-Луиса             | 17 декабря 2023         | «Лучший саундтрек»                                                                    | Робби Робертсон                                                                                                   | Второе место    | [ 107 ] [ 108 ] [ 109 ] |
| Награды Ассоциации кинокритиков Сент-Луиса             | 17 декабря 2023         | «Лучшая сцена»                                                                        | «Убийцы цветочной луны» (и Radio show finale)                                                                     | Номинация       | [ 107 ] [ 108 ] [ 109 ] |
| Награды Ассоциации кинокритиков Торонто                | 17 декабря 2023         | «Лучший фильм»                                                                        | «Убийцы цветочной луны»                                                                                           | Второе место    | [ 110 ]                 |
| Награды Ассоциации кинокритиков Торонто                | 17 декабря 2023         | «Лучшая режиссура»                                                                    | Мартин Скорсезе                                                                                                   | Второе место    | [ 110 ]                 |
| Награды Ассоциации кинокритиков Торонто                | 17 декабря 2023         | «Лучшая женская роль»                                                                 | Лили Глэдстоун | Победа          | [ 110 ]                 |
| Награды Ассоциации кинокритиков Торонто                | 17 декабря 2023         | «Лучшая мужская роль второго плана»                                                   | Роберт Де Ниро | Второе место    | [ 110 ]                 |
| Награды Ассоциации кинокритиков Торонто                | 17 декабря 2023         | «Лучший адаптированный сценарий»                                                      | Эрик Рот и Мартин Скорсезе                                                                                        | Победа          | [ 110 ]                 |
| Премия USC Scripter                                    | 2 марта 2024            | «Лучшая киноадаптация»                                                                | Эрик Рот и Мартин Скорсезе                                                                                        | Номинация       | [ 111 ]                 |
| Награды Ассоциации кинокритиков Ванкувера              | 12 февраля 2024         | «Лучшая режиссура»                                                                    | Мартин Скорсезе                                                                                                   | Номинация       | [ 112 ]                 |
| Награды Ассоциации кинокритиков Ванкувера              | 12 февраля 2024         | «Лучшая мужская роль второго плана»                                                   | Роберт Де Ниро | Номинация       | [ 112 ]                 |
| Награды Общества специалистов по визуальным эффектам   | 21 февраля 2024         | «Выдающиеся специальные эффекты в фотореалистичном проекте»                           | Пабло Хелман, Брайан Барлеттани, Сэм Бассет и Брэндон К. Маклафлин                                                | Номинация       | [ 113 ]                 |
| Награды Ассоциации кинокритиков Вашингтона             | 10 декабря 2023         | «Лучший фильм»                                                                        | «Убийцы цветочной луны»                                                                                           | Номинация       | [ 114 ] [ 115 ]         |
| Награды Ассоциации кинокритиков Вашингтона             | 10 декабря 2023         | «Лучшая режиссура»                                                                    | Мартин Скорсезе                                                                                                   | Номинация       | [ 114 ] [ 115 ]         |
| Награды Ассоциации кинокритиков Вашингтона             | 10 декабря 2023         | «Лучшая женская роль»                                                                 | Лили Глэдстоун | Победа          | [ 114 ] [ 115 ]         |
| Награды Ассоциации кинокритиков Вашингтона             | 10 декабря 2023         | «Лучший адаптированный сценарий»                                                      | Эрик Рот и Мартин Скорсезе                                                                                        | Номинация       | [ 114 ] [ 115 ]         |
| Награды Ассоциации кинокритиков Вашингтона             | 10 декабря 2023         | «Лучшая художественная режиссура»                                                     | Джек Фиск и Адам Уиллис                                                                                           | Номинация       | [ 114 ] [ 115 ]         |
| Награды Ассоциации кинокритиков Вашингтона             | 10 декабря 2023         | «Лучшая операторская работа»                                                          | Родриго Прието | Номинация       | [ 114 ] [ 115 ]         |
| Награды Ассоциации кинокритиков Вашингтона             | 10 декабря 2023         | «Лучший монтаж»                                                                       | Тельма Скунмейкер                                                                                                 | Номинация       | [ 114 ] [ 115 ]         |
| Награды Ассоциации кинокритиков Вашингтона             | 10 декабря 2023         | «Лучшая музыка»                                                                       | Робби Робертсон                                                                                                   | Номинация       | [ 114 ] [ 115 ]         |
| Награды Ассоциации кинокритиков Вашингтона             | 10 декабря 2023         | «Лучший актёрский состав»                                                             | «Убийцы цветочной луны»                                                                                           | Номинация       | [ 114 ] [ 115 ]         |
| Ассоциация кинокритиков-женщин                         | 18 декабря 2023         | Премия Жозефины Бейкер                                                                | «Убийцы цветочной луны»                                                                                           | Победа          | [ 116 ]                 |
| Ассоциация кинокритиков-женщин                         | 18 декабря 2023         | Премия Карен Морли                                                                    | «Убийцы цветочной луны»                                                                                           | Победа          | [ 116 ]                 |
| Премия Гильдии сценаристов США                         | 14 апреля 2024          | «Лучший адаптированный сценарий»                                                      | Эрик Рот и Мартин Скорсезе                                                                                        | Номинация       | [ 117 ]                 |